# Sinhrono plavanje na Poletnih olimpijskih igrah 2012
Sinhrono plavanje na Poletnih olimpijskih igrah 2012. Tekmovanja so potekala v dveh disciplinah za ženske.

## Dobitnice medalj
| Disciplina | Zlato | Srebro | Bron |
| Pari       | Rusija · Natalija Iščenko · Svetlana Romašina | Španija · Ona Carbonell · Andrea Fuentes                                                                                     | Kitajska · Šuečen Huang · Ou Liu |
| Ekipno     | Rusija · Anastasija Davidova · Marija Gromova · Natalija Iščenko · Jelvira Hasjanova · Darija Korobova · Aleksandra Packevič · Svetlana Romašina · Ala Šiškina · Anželika Timanina | Kitajska · Si Čang · Šiaodžun Čen · Šuečen Huang · Tingting Džiang · Venven Džiang · Ou Liu · Ši Luo · Venjan Sun · Jiven Vu | Španija · Clara Basiana · Alba Cabello · Ona Carbonell · Margalida Crespí · Andrea Fuentes · Thaïs Henríquez · Paula Klamburg · Irene Montrucchio · Laia Pons |

## Medalje po državah
| Poz    | Država   | Zlato | Srebro | Bron | Skupaj |
| 1      | Rusija   | 2     | 0      | 0    | 2      |
| 2      | Španija  | 0     | 1      | 1    | 2      |
| 2      | Kitajska | 0     | 1      | 1    | 2      |
| Skupaj | Skupaj   | 2     | 2      | 2    | 6      |